# Bury (Cambridgeshire)
Bury – wieś w Anglii, w hrabstwie Cambridgeshire, w dystrykcie Huntingdonshire. Leży 31 km na północny zachód od miasta Cambridge i 104 km na północ od Londynu.